# Pseudolarentia cryptocycla
Pseudolarentia cryptocycla là một loài bướm đêm trong họ Geometridae.